# Ніколаєвське сільське поселення (Ульотівський район)
Нікола́євське сільське поселення (рос. Николаевское сельское поселение) — сільське поселення у складі Ульотівського району Забайкальського краю Росії.
Адміністративний центр — село Ніколаєвське.

## Населення
Населення сільського поселення становить 1469 осіб (2019; 1645 у 2010, 1809 у 2002).

## Склад
До складу сільського поселення входять:
| Населений пункт    | Населення, осіб (2002) | Населення, осіб (2010) |
| ------------------ | ---------------------- | ---------------------- |
| Дешулан, село      | 323                    | 249                    |
| Ніколаєвське, село | 1341                   | 1282                   |
| Нові Ключі, село   | 145                    | 114                    |